# Dargobądz
Dargobądz est une localité polonaise de la gmina mixte de Wolin, située dans le powiat de Kamień en voïvodie de Poméranie-Occidentale. Elle se situe à environ 19 km au sud-ouest de la ville de Kamień Pomorski et 48 km au nord de la capitale régionale Szczecin.

## Géographie

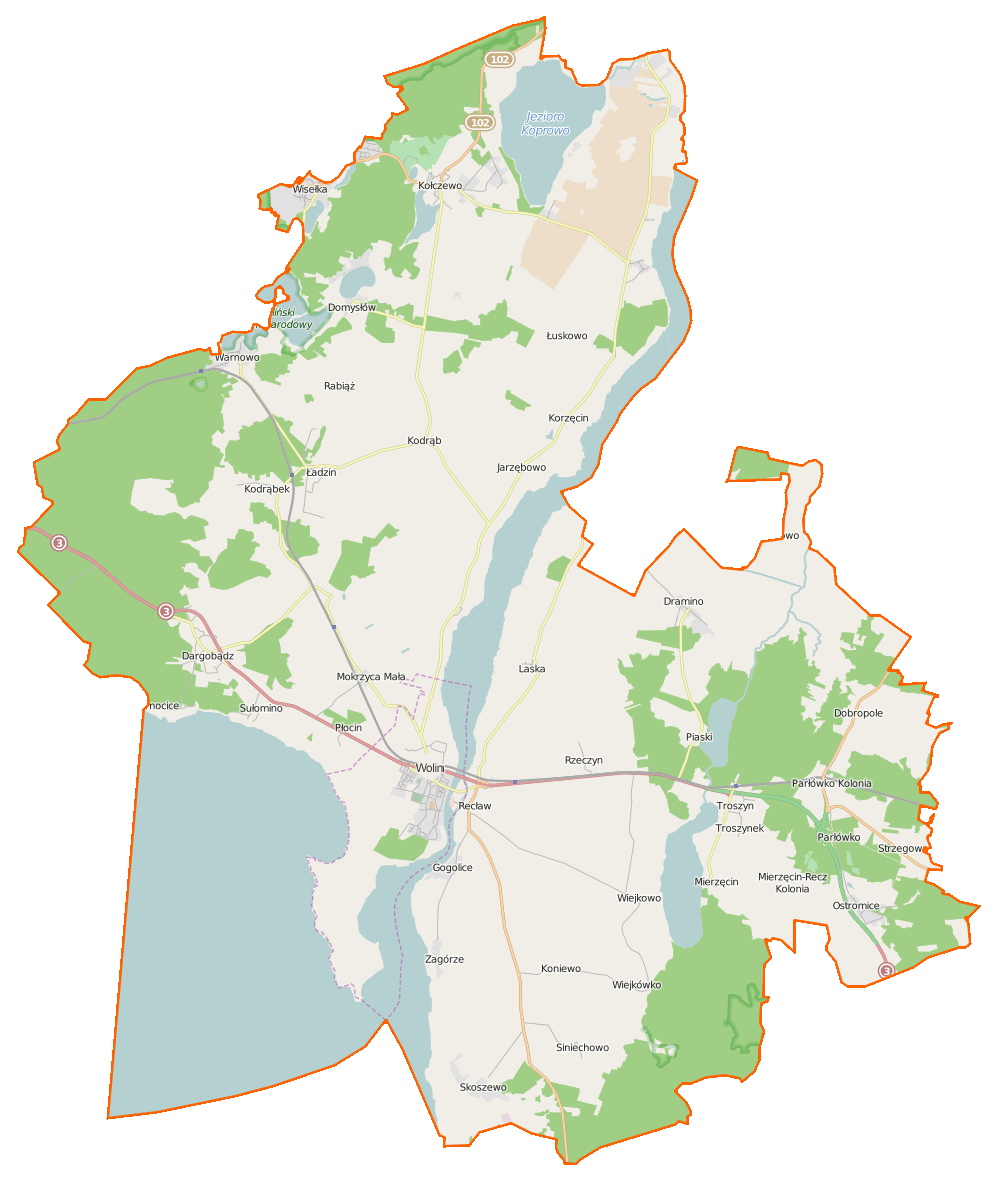
Carte de la gmina de Wolin.

## Histoire
De 1818 à 1945, Dargebanz fait partie de l'arrondissement d'Usedom-Wollin dans le district de Stettin au sein de la province de Poméranie.